# Dipartimento delle risorse naturali e ambientali di Porto Rico
Il Dipartimento delle risorse naturali e ambientali di Porto Rico (in spagnolo: "Departamento de Recursos Naturales y Ambientales" o  DRNA) è un ente governativo portoricano che si occupa dell'ecosistema ambientale dell'isola.

## Giurisdizione del DRNA
Il DRNA tutela alcuni beni patrimonali statali quali la vita silvestre (uccelli, mammiferi, anfibi e rettili), 19 boschi statali, 28 riserve naturali, 14 laghi, 4 lagune, l'isola di Culebra e una parte dell'isola di Vieques. Tutela inoltre i beni di pubblico dominio quali acqua, minerali, sedimenti fluviali e terreni sommersi. Infine tutela le risorse e i sistemi naturali quali le caverne, i canali e in generale gli habitat delle specie protette o in via d'estinzione.